# John Xantus de Vesey
Dans le nom hongrois Xántus János, le nom de famille précède le prénom, mais cet article utilise l’ordre habituel en français János Xántus, où le prénom précède le nom.
János Xántus de Csíktaploca, également connu sous le nom de John Xantus de Vesey, né le 5 octobre 1825 à Csokonya et mort le 13 décembre 1894 à Budapest est un zoologiste et ethnologue hongrois naturalisé américain. 

## Biographie
Juriste de formation, János Xántus, qui ajoutera par coquetterie le titre aristocratique de Vesey, sert comme officier dans l'armée hongroise durant la guerre d'indépendance de 1848. Capturé en 1849, il est exilé à Prague. Là, sans doute sous l'influence de sa mère, il rejoint un groupe d'émigré. Il est arrêté de nouveau et est enrôlé dans l'armée autrichienne ; il s'enfuit et part aux États-Unis via la Grande-Bretagne. Il arrive aux États-Unis en 1850 avec 7 dollars en poche.
En Amérique, il occupe divers emplois à La Nouvelle-Orléans, comme libraire, droguiste, enseignant et, finalement, employé dans les services médicaux de l'armée américaine. C'est à Fort Riley, au Kansas, qu'il rencontre le chirurgien William Alexander Hammond (1828-1900) qui récolte des spécimens pour le zoologiste Spencer Fullerton Baird (1823-1887). Travaillant comme l'assistant du Dr Hammond, il commence à s'intéresser à l'histoire naturelle et devient lui-même collectionneur. Il fait ainsi parvenir à la Smithsonian Institution 300 serpents, 200 lézards, 700 poissons et 40 caisses de végétaux. Pour le remercier de son activité, il est fait membre de l'Académie des sciences naturelles de Philadelphie.
Entre 1857 et 1859, il est stationné au fort Tejon en Californie et récolte de nombreux spécimens nouveaux pour la science. En 1859, il arrive à San Francisco où il travaille pour l'organisme de recherche maritime. Il se rend en Hongrie en 1861 mais revient aux États-Unis l'année suivante.
Il obtient de Baird et Hammond, maintenant chirurgien en chef, des lettres de recommandation. Grâce à elles, en 1862, il obtient un poste auprès du consulat américain à Mexico, fonction qu'il perd très rapidement à cause de ses contacts avec un chef de guerre local. Il en profite pour récolter de nombreux oiseaux et autres spécimens à Panama, avant de revenir en Europe. En 1864, il voyage en Europe où il visite les jardins zoologiques de Bruxelles et d'Amsterdam.
À partir de 1866, jusqu'à sa mort en 1894, il occupe le poste de directeur du Jardin zoologique de Budapest et, à partir de 1872, conservateur du département d'ethnographie du Musée national.
Il participe à une expédition austro-hongroise, de 1869 à 1871 qui explore Ceylan, Singapour, Siam, Bornéo et le Japon. Ceci lui permet de faire parvenir au Muséum national d'histoire naturelle de riches collections d'Asie du Sud-Est.
Il participe en 1891 au Deuxième congrès international d'ornithologie qui se tient à Budapest.
Xantus n'hésite pas, dans ses livres de souvenirs comme dans ses publications scientifiques, à idéaliser son propos. Ainsi, dans l'un de ses livres de souvenirs sur ses aventures aux États-Unis, ouvrages qui connaissent un grand succès, il se fait photographier en costume d'officier de l'U.S. Navy, corps d'armée auquel il n'a jamais appartenu. Ailleurs, il invente des localités où il ne s'est jamais rendu.
Plusieurs espèces de poissons lui ont été dédiées.

## Honneur
L'astéroïde (145593) Xántus est nommé en son honneur.